# Xã Liberty, Quận Brown, Nam Dakota
Xã Liberty (tiếng Anh: Liberty Township) là một xã thuộc quận Brown, tiểu bang Nam Dakota, Hoa Kỳ. Năm 2010, dân số của xã này là 68 người.